# Mirandinha
Francisco Ernani Lima da Silva, mer känd som Mirandinha (född 2 juli 1959), är en brasiliansk före detta fotbollsspelare.
Mirandinha har under karriären spelat i många olika klubbar, bland annat Botafogo, Palmeiras och Corinthians. 1987 köptes han av Newcastle United för 575,000 pund och blev därmed den första brasilianaren i engelsk fotboll. Utanför Brasiliens gränser har Mirandinha även spelat för Belenenses samt japanska Shimizu S-Pulse och Shonan Bellmare.
Mirandinha har även spelat fyra landskamper för Brasiliens landslag, och gjorde ett mål i en match mot England.